# シリンゴル盟
シリンゴル盟（シリンゴルめい、錫林郭勒盟、モンゴル語：ᠰᠢᠯᠢ ᠶᠢᠨ
ᠭᠣᠣᠯ
ᠠᠶᠢᠮᠠᠭ　Sili-yin ɣoul ayimaɣ）は、中華人民共和国内モンゴル自治区に位置する盟。行政公署はシリンホト市（錫林浩特市）にある。

## 地理
域内にはハネガヤ属またはテンキグサ属の植物からなる温帯草原が多く分布し、丘、低地、谷、溶岩台地、砂地など多様な地形がある。草原にはシリンゴル川やジャゲシタイノールなどの湖も存在する。シリンホト市を含む1,078,600ヘクタールはユネスコの「シリンゴル生物圏保護区」に指定され、半乾燥気候の褐色土に分布する草原、半湿潤気候のチェルノーゼムの上に分布する牧草地、草原の上に分布する砂地林および谷にある湿地の4つの生態系からなる。

## 人口
2020年の人口は1,107,075人。漢民族は約65%を占め、モンゴル族は約30%を占める。最大都市はシリンホト市で、総人口の約30%にあたる349953人は同市にいる。

## 産業
羊を飼育する農場が多く、ジャガイモ、小麦と草原産の食用キノコの生産も多い。近年は鉱業と石油産業も盛んであるため、シリンホト市の人口は増加し続ける。

## 行政区画
2県級市・1県・9旗を管轄する。
- 県級市：
  - シリンホト市（錫林浩特市）・エレンホト市（二連浩特市）
- 県：
  - ドロンノール県（多倫県）-旧上都
- 旗：
  - 西ウジムチン旗（西烏珠穆沁旗）・東ウジムチン旗（東烏珠穆沁旗）・アバグ旗（阿巴嘎旗）・ソニド左旗（蘇尼特左旗）・ソニド右旗（蘇尼特右旗）・タイブス旗（太僕寺旗）・フブート・シャル旗（鑲黄旗）・ショローン・フブート・チャガン旗（正鑲白旗）・ショローン・フフ旗（正藍旗）

| シリンゴル盟の地図 |
| --- |
| エレンホト市 シリンホト市 アバグ旗 ソニド左旗 ソニド右旗 東ウジムチン旗 西ウジムチン旗 タイブス旗 鑲黄旗 正鑲白旗 正藍旗 ドロン · ノール県 |

### 年表
この節の出典

#### シリンゴル盟
- 1949年10月1日 - 中華人民共和国内モンゴル自治区シリンゴル盟が成立。東部連合旗・中部連合旗・西部連合旗・ソニド左旗・ソニド右旗が発足。(5旗)
- 1952年6月6日 - 中部連合旗が西部連合旗に編入。(4旗)
- 1955年2月16日 - ソニド右旗の一部が平地泉行政区チャハル右翼後旗に編入。(4旗)
- 1956年1月25日 - 平地泉行政区チャハル右翼後旗の一部がソニド右旗に編入。(4旗)
- 1956年6月14日 (5旗)
  - 東部連合旗が分割され、東ウジムチン旗・西ウジムチン旗が発足。
  - 西部連合旗がアバグ旗に改称。
- 1957年1月 - ソニド右旗の一部が分立し、エレン鎮が発足。(5旗1鎮)
- 1957年7月19日 - エレン鎮がエレンホト鎮に改称。(5旗1鎮)
- 1958年9月26日 - チャハル盟ドロンノール県・化徳県・正藍旗・商都鑲黄旗・正鑲白旗・タイブス旗を編入。(2県9旗1鎮)
- 1960年9月13日 (1県9旗1鎮)
  - 化徳県が商都鑲黄旗に編入。
  - 商都鑲黄旗が鑲黄旗に改称。
- 1963年4月13日 - 鑲黄旗の一部が分立し、化徳県が発足。(2県9旗1鎮)
- 1963年10月23日 - アバグ旗・西ウジムチン旗の各一部が合併し、アバハナル旗が発足。(2県10旗1鎮)
- 1966年1月18日 - エレンホト鎮およびソニド右旗の一部が合併し、エレンホト市が発足。(1市2県10旗)
- 1969年11月 - エレンホト市・ソニド右旗・化徳県がウランチャブ盟に編入。(1県9旗)
- 1980年5月8日 - ウランチャブ盟エレンホト市・ソニド右旗を編入。(1市1県10旗)
- 1983年10月10日 - アバハナル旗が市制施行し、シリンホト市となる。(2市1県9旗)

#### チャハル盟
- 1949年10月1日 - 中華人民共和国内モンゴル自治区チャハル盟が成立。正藍旗・商都鑲黄連合旗・正鑲白連合旗・タイブス左旗・ミンガン・タイブス右連合旗が発足。(5旗)
- 1950年5月 (3県5旗)
  - 察哈爾省察北専区化徳県・ドロンノール県・宝源県を編入。
  - 化徳県の一部が察哈爾省察北専区商都県に編入。
  - 宝源県・ドロンノール県の各一部が合併し、察哈爾省察北専区沽源県となる。
  - 宝源県が宝昌県に改称。
- 1951年4月24日 - 宝昌県の一部が察哈爾省察北専区張北県に編入。(3県5旗)
- 1956年9月11日 (2県4旗)
  - タイブス左旗がタイブス旗に改称。
  - 正鑲白連合旗が正鑲白旗に改称。
  - 商都鑲黄連合旗が商都鑲黄旗に改称。
  - ミンガン・タイブス右連合旗・宝昌県の各一部が正藍旗に編入。
  - 宝昌県の一部がタイブス旗に編入。
  - ミンガン・タイブス右連合旗の残部・宝昌県の残部が正鑲白旗に編入。
  - 正鑲白旗の一部が商都鑲黄旗に編入。
- 1958年2月13日 - 化徳県の一部が商都鑲黄旗に編入。(2県4旗)
- 1958年9月26日 - ドロンノール県・化徳県・正藍旗・商都鑲黄旗・正鑲白旗・タイブス旗がシリンゴル盟に編入。